# Saison 3 des Voyages fantomatiques de Scoubidou
Chronologie
Saison 2
Cet article présente le guide de la saison 3 de la série télévisée d'animation américaine Les Voyages fantomatiques de Scoubidou (Scooby-Doo and Scrappy-Doo).

## Épisode 1:Le Maquereau maltais
- Titre original : The Maltese Mackerel
- Numéro(s) : 61 (3.1)
- Scénariste(s) :
- Réalisateur(s) :
- Diffusion(s) : 
  -  États-Unis : 25 septembre 1982
- Invité(es) :
- Résumé :

## Épisode 2:Serveur, un boulot de dingue
- Titre original : Dumb Waiter Caper
- Numéro(s) : 62 (3.2)
- Scénariste(s) :
- Réalisateur(s) :
- Diffusion(s) : 
  -  États-Unis : 25 septembre 1982
- Invité(es) :
- Résumé :

## Épisode 3:Yabba et les Voleurs de bétail
- Titre original : Yabba's Hustle Rustle
- Numéro(s) : 63 (3.3)
- Scénariste(s) :
- Réalisateur(s) :
- Diffusion(s) : 
  -  États-Unis : 25 septembre 1982
- Invité(es) :
- Résumé :

## Épisode 4:Le Détrousseur des mers
- Titre original : Catfish Burglar Caper
- Numéro(s) : 64 (3.4)
- Scénariste(s) :
- Réalisateur(s) :
- Diffusion(s) : 
  -  États-Unis : 2 octobre 1982
- Invité(es) :
- Résumé :

## Épisode 5:Le Film monstrueux
- Titre original : The Movie Monster Menace
- Numéro(s) : 65 (3.5)
- Scénariste(s) :
- Réalisateur(s) :
- Diffusion(s) : 
  -  États-Unis : 2 octobre 1982
- Invité(es) :
- Résumé :

## Épisode 6:Un héritage qui ne paye pas de mine
- Titre original : Mine Your Own Business
- Numéro(s) : 66 (3.6)
- Scénariste(s) :
- Réalisateur(s) :
- Diffusion(s) : 
  -  États-Unis : 2 octobre 1982
- Invité(es) :
- Résumé :

## Épisode 7:Sammy Super Tenace
- Titre original : Super Teen Shaggy
- Numéro(s) : 67 (3.7)
- Scénariste(s) :
- Réalisateur(s) :
- Diffusion(s) : 
  -  États-Unis : 9 octobre 1982
- Invité(es) :
- Résumé :

## Épisode 8:Un bon coup de filet
- Titre original : Basketball Bumblers
- Numéro(s) : 68 (3.8)
- Scénariste(s) :
- Réalisateur(s) :
- Diffusion(s) : 
  -  États-Unis : 9 octobre 1982
- Invité(es) :
- Résumé :

## Épisode 9:Magie tragique
- Titre original : Tragic Magic
- Numéro(s) : 69 (3.9)
- Scénariste(s) :
- Réalisateur(s) :
- Diffusion(s) : 
  -  États-Unis : 9 octobre 1982
- Invité(es) :
- Résumé :

## Épisode 10:Le Concours de beauté
- Titre original : Beauty Contest Caper
- Numéro(s) : 70 (3.10)
- Scénariste(s) :
- Réalisateur(s) :
- Diffusion(s) : 
  -  États-Unis : 16 octobre 1982
- Invité(es) :
- Résumé :

## Épisode 11:L'appétit vient en mangeant
- Titre original : Stakeout at the Takeout
- Numéro(s) : 71 (3.11)
- Scénariste(s) :
- Réalisateur(s) :
- Diffusion(s) : 
  -  États-Unis : 16 octobre 1982
- Invité(es) :
- Résumé :

## Épisode 12:Reviens Scrappy
- Titre original : Runaway Scrappy
- Numéro(s) : 72 (3.12)
- Scénariste(s) :
- Réalisateur(s) :
- Diffusion(s) : 
  -  États-Unis : 16 octobre 1982
- Invité(es) :
- Résumé :

## Épisode 13:Mais qui est qui?
- Titre original : Who's Scooby-Doo?
- Numéro(s) : 73 (3.13)
- Scénariste(s) :
- Réalisateur(s) :
- Diffusion(s) : 
  -  États-Unis : 23 octobre 1982
- Invité(es) :
- Résumé :

## Épisode 14:Double rendez-vous
- Titre original : Double Trouble Date
- Numéro(s) : 74 (3.14)
- Scénariste(s) :
- Réalisateur(s) :
- Diffusion(s) : 
  -  États-Unis : 23 octobre 1982
- Invité(es) :
- Résumé :

## Épisode 15:Celui qui s'échappe plus vite que son ombre
- Titre original : Slippery Dan the Escape Man
- Numéro(s) : 75 (3.15)
- Scénariste(s) :
- Réalisateur(s) :
- Diffusion(s) : 
  -  États-Unis : 23 octobre 1982
- Invité(es) :
- Résumé :

## Épisode 16:Un tramway nommé Mystère
- Titre original : Cable Car Caper
- Numéro(s) : 76 (3.16)
- Scénariste(s) :
- Réalisateur(s) :
- Diffusion(s) : 
  -  États-Unis : 30 octobre 1982
- Invité(es) :
- Résumé :

## Épisode 17:Tout dans les muscles
- Titre original : Muscle Trouble
- Numéro(s) : 77 (3.17)
- Scénariste(s) :
- Réalisateur(s) :
- Diffusion(s) : 
  -  États-Unis : 30 octobre 1982
- Invité(es) :
- Résumé :

## Épisode 18:Le Bon, la Brute et le Yabba-Doo
- Titre original : The Low-Down Showdown
- Numéro(s) : 78 (3.18)
- Scénariste(s) :
- Réalisateur(s) :
- Diffusion(s) : 
  -  États-Unis : 30 octobre 1982
- Invité(es) :
- Résumé :

## Épisode 19:À la poursuite de la bande dessinée
- Titre original : The Comic Book Caper
- Numéro(s) : 79 (3.19)
- Scénariste(s) :
- Réalisateur(s) :
- Diffusion(s) : 
  -  États-Unis : 6 novembre 1982
- Invité(es) :
- Résumé :

## Épisode 20:Le Diseur de mal aventure
- Titre original : The Misfortune Teller
- Numéro(s) : 80 (3.20)
- Scénariste(s) :
- Réalisateur(s) :
- Diffusion(s) : 
  -  États-Unis : 6 novembre 1982
- Invité(es) :
- Résumé :

## Épisode 21:Le Vampire de l'Ouest
- Titre original : The Vild Vest Vampire
- Numéro(s) : 81 (3.21)
- Scénariste(s) :
- Réalisateur(s) :
- Diffusion(s) : 
  -  États-Unis : 6 novembre 1982
- Invité(es) :
- Résumé :

## Épisode 22:Les Pierres de l'angoisse
- Titre original : A Gem of a Case
- Numéro(s) : 82 (3.22)
- Scénariste(s) :
- Réalisateur(s) :
- Diffusion(s) : 
  -  États-Unis : 13 novembre 1982
- Invité(es) :
- Résumé :

## Épisode 23:Demain la malédiction
- Titre original : From Bad to Curse
- Numéro(s) : 83 (3.23)
- Scénariste(s) :
- Réalisateur(s) :
- Diffusion(s) : 
  -  États-Unis : 13 novembre 1982
- Invité(es) :
- Résumé :

## Épisode 24:Le Derby de Tumbleweed
- Titre original : Tumbleweed Derby
- Numéro(s) : 84 (3.24)
- Scénariste(s) :
- Réalisateur(s) :
- Diffusion(s) : 
  -  États-Unis : 13 novembre 1982
- Invité(es) :
- Résumé :

## Épisode 25:La Voiture qui rétrécit
- Titre original : Disappearing Car Caper
- Numéro(s) : 85 (3.25)
- Scénariste(s) :
- Réalisateur(s) :
- Diffusion(s) : 
  -  États-Unis : 20 novembre 1982
- Invité(es) :
- Résumé :

## Épisode 26:Scooby-Doo et Génie-Poo
- Titre original : Scooby-Doo and Genie-Poo
- Numéro(s) : 86 (3.26)
- Scénariste(s) :
- Réalisateur(s) :
- Diffusion(s) : 
  -  États-Unis : 20 novembre 1982
- Invité(es) :
- Résumé :

## Épisode 27:Autant en emporte la loi
- Titre original : Law and Disorder
- Numéro(s) : 87 (3.27)
- Scénariste(s) :
- Réalisateur(s) :
- Diffusion(s) : 
  -  États-Unis : 20 novembre 1982
- Invité(es) :
- Résumé :

## Épisode 28:Rencontre avec le troisième type
- Titre original : Close Encounters of the Worst Kind
- Numéro(s) : 88 (3.28)
- Scénariste(s) :
- Réalisateur(s) :
- Diffusion(s) : 
  -  États-Unis : 27 novembre 1982
- Invité(es) :
- Résumé :

## Épisode 29:Capitaine Canin contre-attaque
- Titre original : Captain Canine Caper
- Numéro(s) : 89 (3.29)
- Scénariste(s) :
- Réalisateur(s) :
- Diffusion(s) : 
  -  États-Unis : 27 novembre 1982
- Invité(es) :
- Résumé :

## Épisode 30:Les Fous aliénés
- Titre original : Alien Schmalien
- Numéro(s) : 90 (3.30)
- Scénariste(s) :
- Réalisateur(s) :
- Diffusion(s) : 
  -  États-Unis : 27 novembre 1982
- Invité(es) :
- Résumé :

## Épisode 31:Les Incroyables entrechats de lady Cat
- Titre original : The Incredible Cat Lady Caper
- Numéro(s) : 91 (3.31)
- Scénariste(s) :
- Réalisateur(s) :
- Diffusion(s) : 
  -  États-Unis : 4 décembre 1982
- Invité(es) :
- Résumé :

## Épisode 32:Les Rois du pique-nique
- Titre original : Picnic Poopers
- Numéro(s) : 92 (3.32)
- Scénariste(s) :
- Réalisateur(s) :
- Diffusion(s) : 
  -  États-Unis : 4 décembre 1982
- Invité(es) :
- Résumé :

## Épisode 33:Vampire State Building
- Titre original : Go East Young Pardner
- Numéro(s) : 93 (3.33)
- Scénariste(s) :
- Réalisateur(s) :
- Diffusion(s) : 
  -  États-Unis : 4 décembre 1982
- Invité(es) :
- Résumé :

## Épisode 34:Un million d'années avant déjeuner
- Titre original : One Million Years Before Lunch
- Numéro(s) : 94 (3.34)
- Scénariste(s) :
- Réalisateur(s) :
- Diffusion(s) : 
  -  États-Unis : 11 décembre 1982
- Invité(es) :
- Résumé :

## Épisode 35:Scooby et le Loup-garou
- Titre original : Where's the Werewolf?
- Numéro(s) : 95 (3.35)
- Scénariste(s) :
- Réalisateur(s) :
- Diffusion(s) : 
  -  États-Unis : 11 décembre 1982
- Invité(es) :
- Résumé :

## Épisode 36:Sur la rivière folle
- Titre original : Up a Crazy River
- Numéro(s) : 96 (3.36)
- Scénariste(s) :
- Réalisateur(s) :
- Diffusion(s) : 
  -  États-Unis : 11 décembre 1982
- Invité(es) :
- Résumé :

## Épisode 37:Bal de campagne mouvementé
- Titre original : The Hoedown Showdown
- Numéro(s) : 97 (3.37)
- Scénariste(s) :
- Réalisateur(s) :
- Diffusion(s) : 
  -  États-Unis : 18 décembre 1982
- Invité(es) :
- Résumé :

## Épisode 38:Scooby aux sports d'hiver
- Titre original : Snow Job Too Small
- Numéro(s) : 98 (3.38)
- Scénariste(s) :
- Réalisateur(s) :
- Diffusion(s) : 
  -  États-Unis : 18 décembre 1982
- Invité(es) :
- Résumé :

## Épisode 39:L'Époux laid comme un poux
- Titre original : Bride And Gloom
- Numéro(s) : 99 (3.39)
- Scénariste(s) :
- Réalisateur(s) :
- Diffusion(s) : 
  -  États-Unis : 18 décembre 1982
- Invité(es) :
- Résumé :